# Ordet
주식회사 Ordet(일본어: 株式会社Ordet（オース）, 영어: Ordet Co.,Ltd.)는 애니메이션을 주로 하는 영상의 기획 및 제작을 주된 사업 내용으로 하는 일본의 애니메이션 제작사다.
사명(社名)의 ordet은 영어의 word(단어, 말)에 해당하는 덴마크어 단어로, 발음은 오앗, 또는 오왓에 가깝다(IPA:ˈoːɐ̯ˀð̞ 참고: ordet - forvo.com). 칼 테오도아 드라이어 감독의 영화 『Ordet』 (일본 타이틀: 『奇跡(기적)』)에서 유래한다.

## 역사
2007년 8월 설립. 교토 애니메이션 디지털 영상개발실을 거쳐 자회사인 애니메이션Do에 이적한 애니메이션 연출가인 야마모토 유타카가  같은 해의 애니메이션 작품 《러키☆스타》의 감독을 '감독에 있어서, 아직 그 역할에 이르지 못했다'라며 의 교토애니메이션의 사내 판단에 의해 하차된 후 같은 해 6월 23일로 애니메이션 Do를 퇴사해 설립했다. 설립시에 같은 애니메이션 연출가인 요시오카 시노부, 애니메이터인 카도와키 사토시 등과 함께 설립했다.
같은 해, 《스케치북 ~full color's~》에서 그로스 하청 제작을 개시. 이후 A-1 Pictures의 제작협력을 중심으로, 2008년의 《칸나기》에서는 대표인 야마모토가 감독을 맡아, Ordet도 프로덕션 협력으로서 참가했다.
2011년 8월, 지주회사 '주식회사 울트라 슈퍼 픽처스'가 설립되어, 3D CG 제작의 주식회사 산지겐, 2D 애니메이션 제작의 주식회사 트리거 및 주식회사 라이덴 필름과 함께 그룹 기업의 일원이 되었다.
2016년 3월 25일, 창업자의 야마모토 유타카가 대표 이사를 사임, 산지겐 및 울트라 슈퍼 픽처스 대표의 마츠우라 히로아키로 교체. 전후로 공식 트위터 업데이트를 일시 중지, 마츠우라 히로아키가 자신의 트위터 프로프를 전 Ordet 고문으로 변경, 공식 사이트에서 전화 번호와 이메일 주소가 삭제. 그 후는 인터넷 숍과 공식 사이트도 폐쇄되어 현재는 사실상 폐업 상태에 있다.

## 작품 이력

### TV 애니메이션
- 스케치북 ~full color's~  (제작원청: 할 필름 메이커, 각화 제작협력, 2007년)
- 작안의 샤나 II  (Second) (제작원청: J.C.STAFF, OP2 제작협력, 2007-2008년)
- 칸나기  (제작원청: A-1 Pictures, 프로덕션 협력, 2008년-2009년)
- 케메코 딜럭스!  (제작원청: 할 필름 메이커, 각화 제작협력, 2008년)
- 프랙탈  (제작원청: A-1 Pictures, 프로덕션 협력, 2011년)
- THE IDOLM@STER  (제작원청: A-1 Pictures, 각화 제작협력, 2011년)
- WORKING'!!  (제작원청: A-1 Pictures, 각화 제작협력, 2011년)
- 블랙★록 슈터  (산지겐과 공동제작, 2012년)
- 언덕길의 아폴론 (제작원청: MAPPA・테즈카 프로덕션, 각화 제작협력, 2012년)
- 초역 백인일수 우타코이.  (제작원청: TYO 애니메이션, 각화 제작협력, 2012년)
- 전용.  (라이덴 필름과 공동제작, 2013년)
- WHITE ALBUM2  (제작원청: 사테라이트, 각화 제작협력, 2013년)
- Wake Up, Girls!  (다쓰노코 프로덕션과 공동제작, 2014년)

### 극장 애니메이션
- Wake Up, Girls! 칠인의 아이돌  (다쓰노코 프로덕션과 공동제작, 2014년)
- Wake Up, Girls! 속・극장판 전편 「청춘의 그림자」 / 후편 「Beyond the Bottom」 (밀팡세과 공동제작, 2015년 공개)

### 웹 애니메이션
- 미야카와 가의 공복  (엔 칼리지 필름즈와 공동제작, 2013년)
- 웨이크 업 걸ZOO!  (스튜디오 모리켄과 공동제작, 2014년)

### OVA・그외 애니메이션
- 박살천사 도쿠로 짱 세컨드  (제작원청: 할 필름 메이커, 각화 제작협력, 2007년)
- 이웃집 801짱R  (제작원청: A-1 Pictures, OP프로덕션 협력, 2009년)
- 블랙★록슈터  (2010년)
- Bloosom[4] (자사기획제작 작품, 2012년)
- Wake Up, Girls! 만남의 기록  (2013년)

### 프로모션 무비
- 브라우저 게임 로도스도 전기 -전설의 계승자-  (제작원청: 게임온, 프로모션 무비 제작, 2012년)
- 파스피에 「도쿄 시티 언더 그라운드」 (애니메이션 파트만, 프로모션 무비 제작, 2014년)